# Léoura
Ne doit pas être confondu avec Léoura-Corga.
Léoura est une commune rurale située dans le département de Bogandé de la province de la Gnagna dans la région de l'Est au Burkina Faso.

## Géographie
Léoura se trouve à 14 km à l'est de Ouadangou et de la route nationale 18 ainsi qu'à 20 km de Bogandé.

## Santé et éducation
Léoura accueille un centre de santé et de promotion sociale (CSPS).